# 威廉·肯納德
威廉·厄爾·肯納德（1957年1月19日—）是一名美國律師，曾擔任美國駐歐盟大使（2009-13年）和聯邦通信委員會主席（1997-2001年）。他於2009年8月被美國總統奧巴馬提名為駐歐盟大使，並於11月得到美國參議院的確認。在此之前，肯納德是全球私人股本公司凱雷集團的常務董事。他在1997年11月被柯林頓總統任命為聯邦通信委員會主席，任期從1997年11月3日至2001年1月19日。他還是跨大西洋智庫“歐洲地平線”的顧問。